# Тайбайський сільський округ
Тайба́йський сільський округ (каз. Тайбай ауылдық округі, рос. Тайбайский сельский округ) — адміністративна одиниця у складі Єрейментауського району Акмолинської області Казахстану. Адміністративний центр — село Тайбай.
Населення — 1785 осіб (2021; 2180 у 2009, 2640 у 1999, 2999 у 1989).
Станом на 1989 рік існувала Звенигородська сільська рада (села Єльтай, Жарик, Звенигородка, Малтабар), з 1993 року — Звенигородський сільський округ, з 2007 року має сучасну назву.

## Склад
До складу округу входять такі населені пункти:
| Населений пункт | Колишні назви | Населення, осіб (1989) | Населення, осіб (1999) | Населення, осіб (2009) | Населення, осіб (2021) |
| --------------- | ------------- | ---------------------- | ---------------------- | ---------------------- | ---------------------- |
| Єльтай, село    | -             | 249                    | 219                    | 173                    | 144                    |
| Жарик, село     | -             | 374                    | 347                    | 133                    | 43                     |
| Малтабар, село  | -             | 677                    | 673                    | 586                    | 506                    |
| Тайбай, село    | Звенигородка  | 1699                   | 1401                   | 1288                   | 1092                   |